# CNOOC Limited
CNOOC Limited (kinesiska: 中国海洋石油有限公司), (NYSE: CEO), är ett kinesiskt multinationellt petroleum- och naturgasbolag som utvinner petroleum och naturgas från källor till havs, de är störst på det i hela Kina. De har verksamheter utanför Kinas kuster och på kontinenterna Asien, Afrika, Nordamerika, Sydamerika och Oceanien.
Bolaget är ett helägt dotterbolag till den statsägda petroleumjätten China National Offshore Oil Corporation (CNOOC).